# جان بیرن (بازیکن فوتبال، زاده ۱۹۶۱)
جان بیرن (انگلیسی: John Byrne؛ زادهٔ ۱ فوریهٔ ۱۹۶۱) بازیکن فوتبال در پست مهاجم اهل ایرلند است.

## باشگاهی
از باشگاه‌هایی که در آن بازی کرده‌است می‌توان به باشگاه فوتبال لو آور، باشگاه فوتبال کویینز پارک رنجرز، باشگاه فوتبال ساندرلند، باشگاه فوتبال آکسفورد یونایتد، باشگاه فوتبال یورک سیتی، باشگاه فوتبال میلوال و باشگاه فوتبال برایتون و هاو آلبیون اشاره کرد.

## تیم ملی
وی همچنین در تیم ملی فوتبال جمهوری ایرلند بازی کرده‌است.